# Chabichou
Pour le fromage protégé par une AOP, voir Chabichou du Poitou. Pour l'hôtel-restaurant de Courchevel, voir Le Chabichou.
 (février 2015).
Si vous disposez d'ouvrages ou d'articles de référence ou si vous connaissez des sites web de qualité traitant du thème abordé ici, merci de compléter l'article en donnant les références utiles à sa vérifiabilité et en les liant à la section « Notes et références ».
Chabichou est une appellation générique désignant un fromage au lait de chèvre, à pâte molle.
Le chabichou le plus commun est le Chabichou du Poitou.

## Historique
Selon une légende, l'appellation de chabichou pour désigner des fromages remonterait au VIIIe siècle, lors de la défaite des Sarrasins dans la région, après la bataille de Poitiers. Beaucoup d’entre eux ont quitté ces terres mais quelques-uns s’y installèrent avec leur famille et, notamment, leur troupeau de chèvres. Le pays convenait tout à fait à la vache du pauvre, car les pâturages étaient de qualité. On fit alors un fromage nommé cheblis (chèvre, en arabe), qui serait devenu par la suite chabichou.
En réalité, le mot chabichou représente l’altération du mot occitan (nord occitan) chabrichou, dérivé du mot chabro (autrement écrit chabra) « chèvre ». Le mot est identique étymologiquement parlant à cabécou, issu quant-à-lui de l’occitan languedocien.